# Ignatz Eduard Ellissen
Ignatz Eduard Ellissen (* 11. Juni 1811 in Frankfurt am Main; † 23. August 1883 ebenda) war ein deutscher Jurist und Politiker.
Ellissen, der jüdischen Glaubens war, studierte Rechtswissenschaften und wurde zum Dr. jur. promoviert. Am 23. Januar 1835 wurde er als Advokat in der Freien Stadt Frankfurt zugelassen. Dort war er auch politisch aktiv und war 1858 Mitglied des Gesetzgebenden Körpers der Freien Stadt Frankfurt.